# Ренофа Ямагути
«Ренофа Ямагути» (яп. レノファ山口 англ. Renofa Yamaguchi) — японский футбольный клуб из города Ямагути, расположенного в одноимённой префектуре, в настоящее время выступающий в Джей-лиге 2, второй по уровню в системе футбольных лиг Японии. Домашние матчи команда проводит на стадионе Ямагути Исин Парк, вмещающем около 20 000 зрителей.

## История
Первоначально команда представляла группу учителей из префектуры Ямагути и называлась Футбольный клуб учителей префектуры Ямагути (яп. 山口県サッカー教員団). Происхождение команды схоже с историей других клубов Джей-лиги «Тотиги» и «Гайнарэ Тоттори», которые также начинали свой путь как преподавательские.
В феврале 2006 года Футбольная ассоциация префектуры Ямагути рассмотрела вопрос о создании клуба Джей-лиги из Ямагути. За основу новой команды был взят «Ямагути Тичерс». Образованный клуб получил название ФК Ренофа Ямагути, которое было представлено в марте того же года. Слово renofa является комбинацией из английских слов: «renovation», «fight» и «fine».
«Ренофа Ямагути» не имел собственного поля и проводил матчи лиги региона Тюгоку на различных аренах по всей префектуре Ямагути, включая Ямагути Исин Парк, Ямагути Кирара Экспо Мемориал Парк, Онода Футбол Парк, стадион Сунан Сити Атлетик и Футбольный парк Ямагути.
Во времена Ямагути Тичерс команда финишировала как правило во второй половине турнирной таблицы лиги Тюгоку. Но с реорганизацией клуба в 2006 году «Ренофа Ямагути» вошёл в число лидеров турнира. По итогам сезона 2008 команда впервые стала победителем лиги Тюгоку, не потерпев в 16 матчах ни одного поражения. В последовавшем турнире за продвижение в Японскую футбольную лигу «Ренофа Ямагути» остановился в шаге от повышения, заняв последнее четвёртое место в финальной группе (третье было проходное). 
С момента своего основания клуб действовал как частная организация, но 24 мая 2011 года была создана некоммерческая организация Yamaguchi Athletics Club, взявшая управление клубом в свои руки.
В 2014 году «Ренофа Ямагути» дебютировал в Японской футбольной лиге, в том же сезоне он занял четвёртое место, что с учётом ряда дополнительных требований позволяло клубу получить лицензию для выступления в Джей-лиге 3 на следующий год. В сезоне 2015 команда под руководством главного тренера Нобухиро Уэно, набрав с клубом «Матида Зельвия» одинаковое количество очков, по дополнительным показателям опередила его и с первого места вышла в Джей-лигу 2.
Дебютный сезон во второй по значимости лиге Японии «Ренофа Ямагути» закончил в самой середине турнирной таблицы (12-е место). В 2017 году клуб боролся за выживание под руководством аргентинского тренера Карлоса Майора и закончил чемпионат на 20-й позиции — последней, дававшей право на сохранение "прописки" в лиге. Майор покинул клуб и в 2018 году им будет руководить японский тренер Масахиро Симода.